# Cyborg Terminator 2
Cyborg Terminator 2 è un film del 1995 diretto da Albert Pyun ed è il sequel del film Cyborg - La vendetta.

## Trama
2077, America dei Cyborg. 73 anni dopo che Alex Rain ha fallito il tentativo di fermare i cyborg, gli umani sono ora schiavi dei padroni dei cyborg. Uno scienziato ribelle sviluppa un nuovo ceppo di DNA che potrebbe segnalare la fine dei cyborg e lo ha iniettato in una volontaria incinta. Tempo dopo, venuti a conoscenza della cosa, i cyborg attaccano l'avamposto ribelle ma la donna, insieme alla figlia neonata Alex, fugge su una navetta cyborg e viene trasportata indietro nel tempo nell'Africa orientale del 1980. La donna viene uccisa, ma la neonata viene salvata e cresciuta da una tribù di nativi. 
Vent'anni dopo i cyborg inviano indietro nel tempo il cacciatore di taglie Nebula con il compito di individuare ed eliminare le due donne. Ad attenderlo troverà Alex, pronta a combattere per la vita.

## Accoglienza
Il film non ha ottenuto recensioni positive. Le maggiori critiche furono volte al fatto che sembrava essere un film non correlato al precedente e riproposto come sequel di Cyborg - La vendetta, ma vennero lanciate critiche anche nei confronti della performance di Sue Price e della sua trama debole.